# Entre ennemis
Pour plus de détails, voir Fiche technique et Distribution.
Entre ennemis (Unter Feinden) est un téléfilm allemand, réalisé par Lars Becker, et diffusé et diffusé en France le 15 novembre 2013 sur Arte.

## Fiche technique
- Titre original : Unter Feinden
- Réalisation : Lars Becker, d'après le roman de Georg Oswald
- Scénario : Lars Becker
- Images : Andreas Zickgraf
- Musique : Stefan Wulff et Hinrich Dageför
- Durée : 90 minutes

## Distribution
- Nicholas Ofczarek : Mario Diller
- Birgit Minichmayr : Maren Diller
- Fritz Karl : Erich Kessel
- Melika Foroutan : Didem Osmanoglu
- Merab Ninidze : Idris Maher
- Halima Ilter : Layla Sharif
- Tedros Teclebrhan : Gani Kartal
- Bernd Stegemann : Dino März
- Olgu Caglar : Amir Aslan
- Ulas Kilic : Ergün Aslan
- Meral Perin : Aygün Aslan
- Henry Stange : Luca Diller
- Fahri Yardim : Ali Younes
- Kida Khodr Ramadan : Walid Schukri
- Tristan Seith : Dragoslav
- Stephan Schad : Lucius von Kern